# ANTI
ANTI – brydżowa konwencja licytacyjna, jedna z wielu form obrony po otwarciu przeciwnika 1BA. Nazwa ANTI jest najprawdopodobniej akronimem angielskich słów „Against No Trump” (czyli po prostu „Przeciwko Bez Atu”). Wejścia ANTI wyglądają następująco:
- Kontra Siłowa, 15+PH
- 2♣️ – Jednokolorówka w karach lub dwukolorówka w kolorach starszych
- 2♦️️ – Jednokolorówka w kierach lub dwukolorówka piki z kolorem młodszym
- 2♥️️ – Dwukolorówka kiery z kolorem młodszym
- 2♠️ – Jednokolorówka pikowa
- 2BA – Oba kolory młodsze